# Андерсон, Томас (яхтсмен)
Томас Джеймс «Том» Андерсон (англ. Thomas James "Tom" Anderson, 24 июля 1939, Сидней — 28 июля 2010) — австралийский яхтсмен, чемпион летних Олимпийских игр 1972.
Тренировался под руководством отца со своим братом-близнецом Джоном, но на Олимпийских играх они выступали в разных классах судов.
Впервые выступил на Летних Олимпийских Играх 1968 года в Мехико, где австралийская команда заняла пятое место, на мюнхенской Олимпиаде (1972) вместе со своими партнерами Джоном Канео и Джоном Шоу завоевал золото, выступая в классе «Дракон». В тот же день золото выиграл и его брат Джон, но уже в классе «Звёздный». Это уникальный случай в олимпийской истории, когда близнецы в один день выигрывают золотую медаль, при этом соревнуясь в разных классах судов. Том также побеждал и в других крупных соревнованиях, например, он двукратный чемпион Кубка принца Филиппа в классе «Дракон».
После окончания спортивной карьеры открыл собственный сантехнический бизнес. Родившиеся в его семье близнецы — сын Брэд и дочь Элиза также занимались парусным спортом, выступая, в частности, на юниорском первенстве мира 1991 года.